# Alejandro Sanz
Alejandro Sanz (18. prosinec 1968, Madrid) je španělský zpěvák populární hudby, řazený k latino popu. Jeho hudba je ovlivněná i styly flamenco, salsa a hip hop. Je komerčně nejúspěšnějším španělským zpěvákem všech dob. Často spolupracuje s jinými představiteli latino popu, zejména se zpěvačkou Shakirou. Vyhrál patnáct Latin Grammy Awards a tři americké Grammy Awards.

## Diskografie
- 1989: Los Chulos Son Pa' Cuidarlos
- 1991: Viviendo Deprisa
- 1993: Si Tú Me Miras
- 1995: 3
- 1997: Más
- 2000: El Alma al Aire
- 2003: No Es lo Mismo
- 2006: El Tren de los Momentos
- 2009: Paraíso Express
- 2012: La Música No Se Toca
- 2015: Sirope